# Brian Kamstra
Brian Kamstra (Assen, 5 luglio 1993) è un ex ciclista su strada olandese, professionista dal 2016 al 2021, ha partecipato a tre edizioni della Milano-Sanremo e a due del Tour de Pologne.

## Piazzamenti

### Classiche monumento
- Milano-Sanremo

2017: 195º
2018: 158º
2021: ritirato